# 통영 두룡포 기사비
통영 두룡포 기사비(統營 頭龍浦 記事碑)는 대한민국 경상남도 통영시 문화동, 세병관 경내 수항루 뒤편 팔작지붕 비각안에 있는 조선시대의 비석이다.
1974년 12월 28일 경상남도의 유형문화재 제112호 두룡포기사비로 지정되었다가, 2018년 12월 20일 현재의 명칭으로 변경되었다.

## 개요
통영 세병관(국보 제305호) 경내 수항루 뒤편 팔작지붕 비각안에 있는 비로, 제6대 수군통제사였던 이경준이 수군 본영을 이곳에 건설한 것을 기념하기 위해 세운 것이다.
비는 받침돌 위에 비몸을 세우고 머릿돌을 올린 형태로, 머릿돌에는 구름과 두 마리의 용이 여의주를 물어서 받치고 있는 모습이 조각되어 있다. 비문의 내용은 이 비를 세우게 된 경위와 이경준 통제사의 가문과 약력, 통제영을 두룡포로 옮기게 된 이유, 이경준의 인간됨과 업적 등이 실려있다.
조선 인조 3년(1625) 제 19대 수군통제사인 구인후가 세운 것으로, 비문을 지은 사람과 글씨를 쓴 사람 등은 비 아랫부분의 비문이 닳아 알 수 없다.
원래 통제영 남문 밖 바닷가 큰 길에 서 있었는데 광무 고종 8년(1904) 현재의 자리로 옮겨 세웠다. 1996년 비받침돌을 새로 만들고 비각을 세워 보호하고 있다.

## 참고 문헌
- 통영 두룡포 기사비 - 국가유산청 국가유산포털